# Adicia
En la mitología griega Adicia (Ἀδικία, Adikía) era la personificación de la «injusticia». El sustantivo femenino ἀδικία significa «injusticia», «ofensa», «daño». Pausanias, el único autor que nos habla de ella, nos dice que estaba representada en un cofre en la posesión de Cípselo:
«Una mujer hermosa que castiga a una mujer fea estrangulándola con una mano y golpeándola con una vara con la otra, se trata de Dike haciendo esto a Adikía».